# Lemmes
 Lemmes  es una población y comuna francesa, en la región de Lorena, departamento de Mosa, en el Distrito de Verdún y cantón de Souilly.

## Demografía
| 152 | 108 | 111 | 137 | 159 | 187 |
| Para los censos de 1962 a 1999 la población legal corresponde a la población sin duplicidades (Fuente: INSEE [Consultar]) |     |     |     |     |     |